# Bayahibe
Bayahibe ist ein Dorf im Südosten der Dominikanischen Republik in der Provinz La Altagracia etwa 140 Kilometer östlich von Santo Domingo und ca. 22 Kilometer östlich von La Romana (dies ist gleichzeitig die nächstliegende größere Stadt). Der Ort hat etwa 2000 Einwohner.
Der Ort liegt an der Küste und wurde 1874 als Fischerdorf gegründet. Heute ist es vorwiegend eine Touristendestination mit großen Hotels und sonstiger touristischer Infrastruktur. Es gibt zwei Touristenstrände: Playa de Bayahibe und Playa Dominicus. Vor der Küste gibt es über 20 Tauchstellen. 
Sehenswürdigkeiten in der Nähe sind: Casa Ponce de Leon (Wohnhaus von Ponce de Leon, erbaut 1505), der Nationalpark Parque Nacional del Este mit der Isla Saona. Am Playa de Bayahibe befindet sich der Haupthafen für Fahrten zur Isla Saona.